# Pigeon vole
Pigeon vole est un jeu pour jeunes enfants.

## Histoire
La pratique de ce jeu est attestée dès le début du dix-neuvième siècle.

## Déroulement
Le jeu se joue à plusieurs. Mais, ironiquement, Poil de carotte dit y jouer seul dans la pièce de Jules Renard (« C'est aussi amusant qu'à plusieurs. » - Scène III).
Un des participants donne le nom de plusieurs êtres animés ou inanimés en les faisant suivre du verbe « vole ». Exemple : « Lapin vole, canard vole, maison vole… » Les autres joueurs doivent lever la main (ou se lever) au moment où ils entendent nommer un être qui vole réellement (en l'occurrence : « canard vole »). Sinon, ils ont un gage ou sont éliminés.
S’ils lèvent la main alors que l’objet nommé ne vole pas (exemple : « lapin vole, maison vole »), ils ont également un gage.

## Variante
Sur le même principe que ci-dessus, la variante consiste à donner des noms d’objets qui au premier abord ne volent pas mais qui peuvent se trouver dans la situation de voler dans certaines circonstances ou dans certaines expressions, locutions, légendes (exemple : « tapis vole, poisson vole »). Cette variante éducative nécessite la présence d’un adulte.

## Autre variante
Une autre variante de pigeon vole existe pour prendre des décisions dans un groupe de nos jours. En effet, les participants au signal de "pi-...geon-...vole-" doivent à la fin soit, lever la main, soit tendre la main, soit la baisser. Les personnes du choix qui en regroupe le plus sont désignés vainqueurs, les perdants rejouent jusqu'à qu'ils ne soient plus que deux. Généralement les deux dernières personnes se départagent ensuite à pierre, feuille, ciseaux.

## Évocation
Dans sa chanson Au bois de Saint-Amand, la chanteuse Barbara évoque ce jeu dans plusieurs couplets.